# Giáo đường Do Thái Remah
Giáo đường Do Thái Remah, (tiếng Ba Lan: Synagoga Remuh), được đặt tên theo giáo sĩ Do Thái - thầy đạo Moses Isserles (1525-1572), được biết đến với tên viết tắt là Rema (רמ"א, phát âm là ReMU) - người nổi tiếng với một tập hợp các bài bình luận và bổ sung cho Bộ luật của người Do Thái - Shulchan Aruch của thầy đạo Yosef Karo, với truyền thống và phong tục Do Thái Ashkenazi. Remah là giáo đường nhỏ nhất trong tất cả các giáo đường lịch sử của quận Kazimierz, Kraków. Nó hiện là một trong hai giáo đường đang hoạt động trong thành phố.